# Сьєса
Сьєса (ісп. Cieza) — муніципалітет в Іспанії, у складі автономної спільноти Мурсія. Населення — 35 385 осіб (2010).
Муніципалітет розташований на відстані близько 310 км на південний схід від Мадрида, 38 км на північний захід від Мурсії.
На території муніципалітету розташовані такі населені пункти: (дані про населення за 2010 рік)
- Альмаденес: 4 особи
- Аской: 701 особа
- Барратера: 59 осіб
- Больвакс: 17 осіб
- Канадільйо: 16 осіб
- Сьєса: 34007 осіб
- Фуенсантілья: 223 особи
- Хінете: 41 особа
- Орно: 49 осіб
- Маріпінар: 93 особи
- Ла-Парра: 11 осіб
- Пердігера: 27 осіб
- Лас-Рамблас: 129 осіб
- Ла-Торре: 4 особи
- Вереділья: 4 особи

## Демографія
Динаміка населення (INE ):

## Галерея зображень

Розташування муніципалітету Сьєса у провінції Мурсія
- Фізична карта муніципалітетуФізична карта муніципалітету
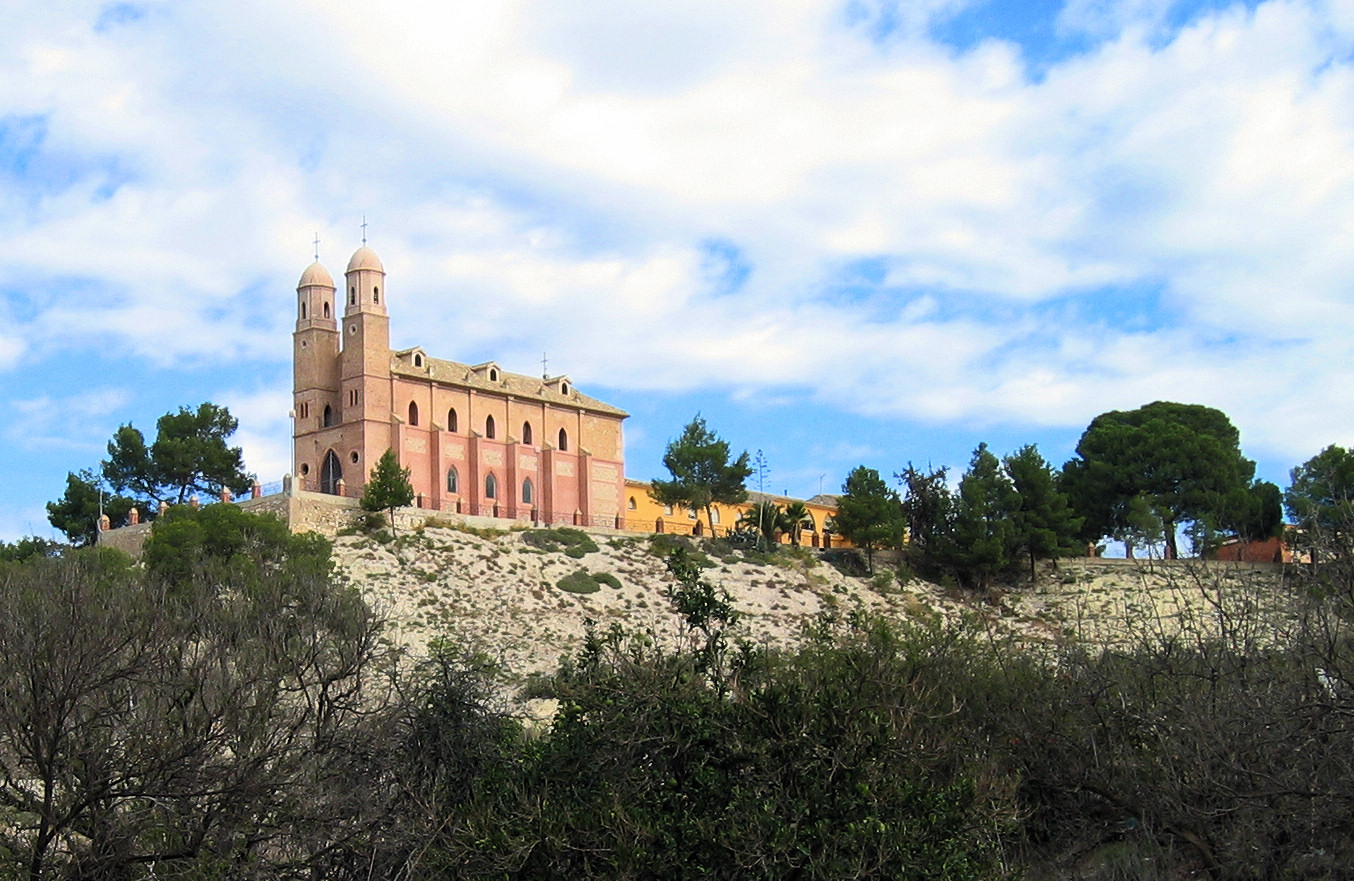
Каплиця Санто-Крісто-дель-Консуело
- Річка Сегура